# Rừng Bời Lời
Rừng Bời Lời nằm cách huyện Củ Chi 25 km về phía Tây Bắc và cách huyện Bến Cát, tỉnh Hậu Nghĩa 22 km về phía Tây. Khu rừng này là căn cứ quan trọng và là khu vực gầy dựng lực lượng của Mặt trận Dân tộc Giải phóng miền Nam Việt Nam và sau này là Quân đội nhân dân Việt Nam.
Quân đội Mỹ và Quân lực Việt Nam Cộng hòa đã tiến hành các hoạt động thường xuyên chống lại Quân đội nhân dân Việt Nam và Việt Cộng trong rừng bao gồm Chiến dịch Mastiff (21-25 tháng 2 năm 1966), Chiến dịch Wahiawa (16-30 tháng 5 năm 1966), Chiến dịch Sunset Beach (2 tháng 9 -11 tháng 10 năm 1966), Chiến dịch Manhattan (23 tháng 4 - 7 tháng 6 năm 1967), thế nhưng không có chiến dịch nào trong số này loại bỏ vĩnh viễn Quân đội nhân dân Việt Nam/Việt Cộng và nỗ lực cuối cùng của Quân lực Việt Nam Cộng hòa hòng xâm nhập khu vực này xảy ra trong cuộc chiến của những lá cờ (25 tháng 1- 3 tháng 2 năm 1973).